# Hodgsoniola
Hodgsoniola is een geslacht uit de familie Hemerocallidoideae. De soort komt voor in West-Australië. Het geslacht telt slechts een soort: Hodgsonia junciformis.
Agrostocrinum · 
Arnocrinum · 
Caesia · 
Corynotheca · 
Dianella · 
Excremis · 
Geitonoplesium · 
Hemerocallis (Daglelies) · 
Hensmania · 
Herpolirion · 
Hodgsoniola · 
Johnsonia · 
Pasithea · 
Phormium · 
Simethis · 
Stawellia · 
Stypandra · 
Thelionema · 
Tricoryne